# Wycheproof
Wycheproof is een plaats in de Australische deelstaat Victoria en telt 816 inwoners (2006).